# Старостін Михайло Леонтійович
Михайло Леонтійович Старостін (нар. 24 лютого 1955 р., Октябрський, Башкирська АРСР, РРФСР) — спідвейний гонщик і тренер. Багаторазовий чемпіон Росії і СРСР в командному та особистому заліках.

## Біографія
Михайло Леонтійович Старостін народився 24 лютого 1955 року в місті Октябрський Башкирської АРСР, де і почав займатися спідвеєм; перший тренер — Михайло Ворсін. Після успішних результатів гонщика запросили до клубу «Башкирія» з Уфи, за який той провів більшу частину кар'єри (1973—1996). За цей час Старостін неодноразово ставав чемпіоном РРФСР і СРСР як в командному, так і в особистому заліку, двічі пробивався у фінал особистого чемпіонату світу, неодноразово виступав у складі збірної СРСР. У 1975 р. збірна СРСР з Старостіним в складі стала срібним призером чемпіонату світу, проте в фіналі гонщик не провів жодного заїзду.
У 1974 році після міжнародних змагань, що проходили у Великій Британії, спортсмену пропонували залишитися в Англії, проте той відмовився.
У 1997 році повернувся в Октябрський, в команду «Лукойл». У 2002 році у віці 47 років завершив спортивну кар'єру, перейшовши на тренерську роботу, якою займався до 2008 року.
Заслужений майстер спорту Росії, нагороджений відзнакою «За самовіддану працю в Республіці Башкортостан».

## Досягнення
| - Чемпіонат СРСР зі спідвею серед юніорів: в особистому заліку — 1 місце (1974) - Чемпіонат СРСР / СНД зі спідвею: в особистому заліку — 1 місце (1979, 1980, 1981, 1983, 1990), 2 місце (1982, 1987), 3 місце (1977, 1978, 1984, 1991, 1992): в командному заліку — 1 місце (1979, 1981, 1982, 1983, 1988), 2 місце (1975, 1976, 1980, 1984), 3 місце (1974, 1977, 1978, 1985, 1989, 1992) - Спартакіада народів СРСР: в особистому заліку — 1 місце (1979, 1983, 1990), 2 місце (1986): в командному заліку — 1 місце (1979, 1983, 1986) - Кубок СРСР: в парному заліку — 1 місце (1988) - Чемпіонат Росії зі спідвею: в командному заліку — 1 місце (1993, 1997, 1999, 2000), 2 місце (1995, 1998, 2001, 2002): в особистому заліку — 1 місце (1975, 1981, 1985, 1986, 1987, 1990, 1991), 2 місце (1976, 1982, 1988, 1989, 1997, 1998, 2000): в парному заліку — 3 місце (1998, 2000) - Спартакіада народів Росії: в особистому заліку — 1 місце (1975, 1986, 1990), в командному заліку — 1 місце (1983), 2 місце (1986), 3 місце (1990) | КЕЧ — 3 місце (1998), 2 місце (2000, 2001) (всі — за «Лукойл»): ЛКЧ — 4 місце (1991): ПЧМ — 6 місце в ½ фіналу (1991, 1992-участь тільки в ¼ фіналу): КЧМ — 4 місце (1976, участь тільки в конт.фінале, 1981), 6 місце (1978), 5 місце (1979), 7 місце (1980, 1982, 1983), 11 місце (1993), 9 місце (1999) ЛЧМ — 14 місце в європейському фіналі (1974), 12 місце в континентальному фіналі (1975, 1987), 16 місце в континентальному фіналі (1976), 12 місце в континентальному ½ фіналу (1978, 1994), 13 місце (1979), 7 місце в континентальному фіналі (1980), 11 місце в континентальному ½ фіналу (1981), 16 місце (1982), 10 місце в континентальному фіналі (1983), 11 місце в континентальному фіналі (1984), 13 місце в континентальному ½ фіналу (1985), 13 місце в континентальному фіналі (1986), 10 місце в континентальному ¼ фіналу (1988), 16 місце в світовому ½ фіналу (1991), 8 місце в континентальному ½ фіналу (1992), 9 місце в континентальному ½ фіналу (1993): Гран-Прі Челлендж 1997: Додати 7 місце у відбірковому змаганні: Гран-Прі Челлендж 1999: 13 місце в континентальному ½ фіналу - Володар «Золотого шолома Австрії» (1976) - Володар призу «Золота богиня» (1980, Італія) - Дворазовий переможець Кубка Балтійського моря (1976, 1991) - Переможець турніру на приз болгарської газети «Народен младеж» (1987) |  |